# Mount Phelan
Mount Phelan ist ein 2000 m hoher und größtenteils eisfreier Berg im ostantarktischen Viktorialand. In den Usarp Mountains ragt er 8 km südöstlich des Killer-Nunataks im südlichen Teil der Emlen Peaks auf.
Der United States Geological Survey (USGS) kartierte ihn anhand eigener Vermessungen und Luftaufnahmen der United States Navy aus den Jahren von 1960 bis 1963. Das Advisory Committee on Antarctic Names benannte ihn 1964 nach Michael J. Phelan, Geomagnetologe und Seismologe auf der Amundsen-Scott-Südpolstation, der zwischen 1963 und 1964 überdies am Erkundungsmarsch durch das Marie-Byrd-Land teilnahm.